# Ziva David
Ziva David, som er en fiktiv person i den amerikanske tv-serie NCIS, spillet af Cote de Pablo, har tidligere besat stillingen som Mossad-forbindelsesofficer til NCIS, hvilket hun blev udnævnt til, efter drabet på Special Agent Caitlin Todd, der blev begået af Zivas halvbror Ari Haswari. Efter Aris død anmodede hun om en stilling som agent på NCIS's hovedkontor i Washington og blev så en del af Special Agent Leroy Jethro Gibbs team.
Hendes specialitet hos Mossad var forhør. Hun taler hebraisk, engelsk, arabisk, spansk, fransk, italiensk, tysk, russisk og tyrkisk. Somme tider blander hun sprogene sammen og misforstår sætninger, bemærkninger og ordsprog. Ziva er meget dygtig med en kniv og har lært sine kolleger, hvordan man kaster den korrekt. I sin karriere har hun rejst i udstrakt grad til andre lande, herunder Egypten (hvor hun mødte Jennifer Shepard), Irak, Det Forenede Kongerige og Marokko.
Ziva taler sjældent om sit personlige liv. Hendes far, Eli David, er leder af Mossad. Hendes søster, Talia "Tali" David, blev dræbt i et terrorangreb i Israel. Hun har også en tante Nettie der kan lide at spille mahjong.
Ziva's hobbyer omfatter at spille klaver, sang, dans (hun gik til ballet, da hun var ung), madlavning, læsning og boksning. Hun nyder den fiktive drik Berry Mango Madness. Hun kører i en rød Mini Cooper, holder af at lytte til det israelske band Hadag Nachash og de latinamerikanske band Kinky. Hun ejer ikke et tv, men hendes yndlingsfilm er The Sound of Music.
Den 10. juli 2013 offentliggjorde CBS tv-studier, at Cote de Pablo vil forlade NCIS i Sæson 11. Hun vil blive vist i begyndelsen af den ellevte sæson for at lukke Zivas storyline, men ville ikke blive castet som en regelmæssigt tilbagevendende figur. Selvom den oprindelige pressemeddelelse erklærede, at de Pablo frivilligt valgte at forlade showet, anførte efterfølgende rapporter, at forhandlingerne brød sammen som følge af uenighed om vilkårene i hendes kontrakt. Nyheden medførte rasende reaktioner fra seere, der organiserede et andragende og en brevskrivningskampagne, for at protestere de Pablo forestående afgang.